# Marcel Josserand
Marcel Josserand (Lione, 1900 – 28 marzo 1992) è stato un micologo francese.
Ha trascorso la sua vita a studiare i funghi, soprattutto quelli appartenenti all'ordine Agaricales. 
Nel 1952 ha pubblicato "Le descrizioni dei funghi superiori".
Il suo erbario, che fu lasciato in eredità all'Orto Botanico di Ginevra, contiene esemplari raccolti principalmente nei pressi di Lione, che ha descritto nelle sue pubblicazioni.

## Pubblicazioni
- La description des Champignons supérieurs (Basidiomycètes charnus) : technique descriptive, vocabulaire raisonné du descripteur